# メルツィヒ
メルツィヒ (独: Merzig) はドイツ連邦共和国南西部のザールラント州メルツィヒ＝ヴァーダーン郡にある市で、同郡の郡庁所在地である。トリーアの南35km、ザールブリュッケンの北西35kmほどの位置で、ザール川沿いにある。

## 自治体
メルツィヒは、1974年にザールラント州の行政区域を再構成する際に新たに設置された。現在のメルツィヒは旧来のメルツィヒ市街に加え、周囲の16の自治体を含んでいる。
以下にメルツィヒ旧市街区域と各地区の人口を示す。
| 地区                              | 人口   |
| --------------------------------- | ------ |
| メルツィヒ                        | 10,934 |
| バラーン (Ballern)                | 1,189  |
| ベセリンゲン (Besseringen)        | 2,979  |
| ビーツェン (Bietzen)              | 968    |
| ブロートドルフ (Brotdorf)         | 3,733  |
| ビューディンゲン (Büdingen)       | 310    |
| フィッテン (Fitten)               | 706    |
| ハルリンゲン (Harlingen)          | 565    |
| ヒルブリンゲン (Hilbringen)       | 2,569  |
| メヒャーン (Mechern)              | 834    |
| メニンゲン (Menningen)            | 635    |
| メルヒンゲン (Merchingen)         | 939    |
| モンドルフ (Mondorf)              | 768    |
| シュヴェムリンゲン (Schwemlingen) | 2,186  |
| ジルヴィンゲン (Silwingen)        | 387    |
| ヴァイラー (Weiler)               | 350    |
| ヴェリンゲン (Wellingen)          | 291    |

## 姉妹都市
- - サン＝メダール＝アン＝ジャル (Saint-Médard-en-Jalles)（フランス 1986年から）
- - ルッカウ (Luckau)（ブランデンブルク州 2009年から）

## その他
メルツィヒはプロテニス選手のベンヤミン・ベッカーの出身地としても知られている。